# Staig
Staig ist eine Gemeinde im südlichen Alb-Donau-Kreis in Baden-Württemberg. Die Gemeinde gehört dem Gemeindeverwaltungsverband Kirchberg-Weihungstal mit Sitz in Illerkirchberg an.

## Geografie

### Geografische Lage
Staig liegt auf der Hochfläche zwischen Donau und Iller südlich von Ulm. Die Ortsteile Steinberg und Altheim liegen auf den Höhenrücken zu beiden Seiten des Weihungstals, die anderen Ortsteile liegen im Tal der Weihung bzw. in einem Seitental. Die Gemeinde gehört damit auch zur Landschaft der Holzstöcke.

### Nachbargemeinden
Die Gemeinde grenzt im Norden an den Stadtteil Unterweiler der Stadt Ulm, im Osten an Illerkirchberg, im Südosten an Illerrieden, im Süden an Schnürpflingen und im Westen an Hüttisheim.

### Gemeindegliederung
Die Gemeinde Staig besteht aus den sechs Ortsteilen Altheim ob Weihung, Essendorf, Harthausen, Staig, Steinberg und Weinstetten.

### Schutzgebiete
Teile der Gemeindefläche wurden als Landschaftsschutzgebiet Staig ausgewiesen.

## Geschichte

### Zur Zeit des alten Reichs
Staig wurde im Jahre 1127 als Steiga erstmals urkundlich erwähnt, Altheim folgte 1194. Ältester Ortsteil ist jedoch Harthausen, das bereits 1093 in einer Urkunde auftauchte. Die anderen Ortsteile folgten im 14. Jahrhundert.
Die Geschichte der Herrschaft in den verschiedenen Ortsteilen bis zum Untergang des Heiligen Römischen Reichs war sehr kleinteilig und komplex. Nähere Angaben dazu finden sich in den entsprechenden Ortsartikeln.
Summarisch kann festgestellt werden, dass das Gebiet im Hochmittelalter dem Herzogtum Schwaben angehörte und im Spätmittelalter im Machtbereich der Grafen von Kirchberg lag. 1507 erwarben die Fugger von der Lilie die Grafschaft Kirchberg und somit auch die Territorialhoheit sowie die Hohe Gerichtsbarkeit im Gebiet. Als Grundherren traten unter anderem die Fugger selbst in Erscheinung, sowie das Kloster Wiblingen und verschiedene weitere Grundherren, so auch Patrizierfamilien aus Ulm, wie etwa in Steinberg zeitweise die Familien Roth und Rembold.

### Seit dem Beginn des 19. Jahrhunderts
Altheim ob Weihung, Essendorf und Steinberg fielen 1806 an das Königreich Württemberg, wohingegen Harthausen, Staig und Weinstetten zunächst von 1805 bis 1810 beim Königreich Bayern waren, ehe auch diese Orte auf Grund des Grenzvertrags von 1810 an Württemberg kamen. Seither waren die Gemeinden dem Oberamt Wiblingen zugeordnet, aus dem 1842 das Oberamt Laupheim hervorging.
Bei der Kreisreform während der NS-Zeit in Württemberg gelangte das Gebiet 1938 zum Landkreis Ulm. Da der Landkreis nach dem Zweiten Weltkrieg Teil der Amerikanischen Besatzungszone geworden war, gehörte das Gemeindegebiet somit seit 1945 zum neu gegründeten Land Württemberg-Baden, das 1952 im jetzigen Bundesland Baden-Württemberg aufging.
Am 1. April 1972 wurde die Gemeinde Steinberg nach Weinstetten eingemeindet, das am 9. Oktober 1972 in Staig umbenannt wurde. Am 1. Januar 1976 kam Altheim ob Weihung hinzu.
Seit der Kreisreform von 1973 ist die Gemarkung Teil des Alb-Donau-Kreises.

### Religion
Staig ist überwiegend katholisch geprägt. Die Gemeinden Mariä Himmelfahrt in Staig und St. Pankratius in Steinberg sind Teil der Seelsorgeeinheit Iller-Weihung im Dekanat Ehingen-Ulm.

## Politik

### Bürgermeister
Bürgermeister ist seit 2024 Sascha Erlewein. Er wurde am 28. Januar 2024 mit 82,3 Prozent der Stimmen zum Bürgermeister gewählt. Von 1992 bis 2024 war Martin Jung Bürgermeister.

### Gemeinderat
Der Gemeinderat in Staig hat 14 Mitglieder. Die Kommunalwahl am 9. Juni 2024 führte zu folgendem amtlichen Endergebnis. Der Gemeinderat besteht aus den gewählten ehrenamtlichen Gemeinderäten und dem Bürgermeister als Vorsitzendem. Der Bürgermeister ist im Gemeinderat stimmberechtigt.
| Parteien und Wählergemeinschaften | Parteien und Wählergemeinschaften | % 2024 | Sitze 2024 | % 2019 | Sitze 2019 | Kommunalwahl 2024 %6050403020100 51,9 %48,1 % FWBGGewinne/Verlusteim Vergleich zu 2019 %p 8 6 4 2 0 −2 −4 −6 −8−6,4 %p+6,4 %pFWBG |
| FWG                               | Freie Wählergemeinschaft          | 51,9   | 7          | 58,3   | 8          | Kommunalwahl 2024 %6050403020100 51,9 %48,1 % FWBGGewinne/Verlusteim Vergleich zu 2019 %p 8 6 4 2 0 −2 −4 −6 −8−6,4 %p+6,4 %pFWBG |
| BG                                | Die Bürgergemeinschaft            | 48,1   | 7          | 41,7   | 6          | Kommunalwahl 2024 %6050403020100 51,9 %48,1 % FWBGGewinne/Verlusteim Vergleich zu 2019 %p 8 6 4 2 0 −2 −4 −6 −8−6,4 %p+6,4 %pFWBG |
| gesamt                            | gesamt                            | 100,0  | 14         | 100,0  | 14         | Kommunalwahl 2024 %6050403020100 51,9 %48,1 % FWBGGewinne/Verlusteim Vergleich zu 2019 %p 8 6 4 2 0 −2 −4 −6 −8−6,4 %p+6,4 %pFWBG |
| Wahlbeteiligung                   | Wahlbeteiligung                   | 69,5 % | 69,5 %     | 67,7 % | 67,7 %     | Kommunalwahl 2024 %6050403020100 51,9 %48,1 % FWBGGewinne/Verlusteim Vergleich zu 2019 %p 8 6 4 2 0 −2 −4 −6 −8−6,4 %p+6,4 %pFWBG |

### Wappen
Blasonierung: Über erhöhter Teilung in Silber eine fünfzackige rote Heidenkrone, unten in Rot aus dem Unterrand emporkommend ein 1:2 gequaderter silberner Steinberg, aus dem ein goldener Rebzweig mit zwei goldenen Blättern wächst.

## Infrastruktur

### Verkehr
Durch Staig führt als Landes-Radfernweg der Oberschwaben-Allgäu-Radweg. Er ist eine Rundstrecke über Ulm und Tettnang und verläuft dabei von Ulm kommend am Kloster Wiblingen vorbei und über Illerkirchberg und den Ortsteil Steinberg nach Staig und weiter über Schnürpflingen nach Laupheim.

### Bildung
Staig verfügt über eine Hauptschule mit angeschlossener Werkrealschule sowie über eine Grundschule.

## Sehenswürdigkeiten

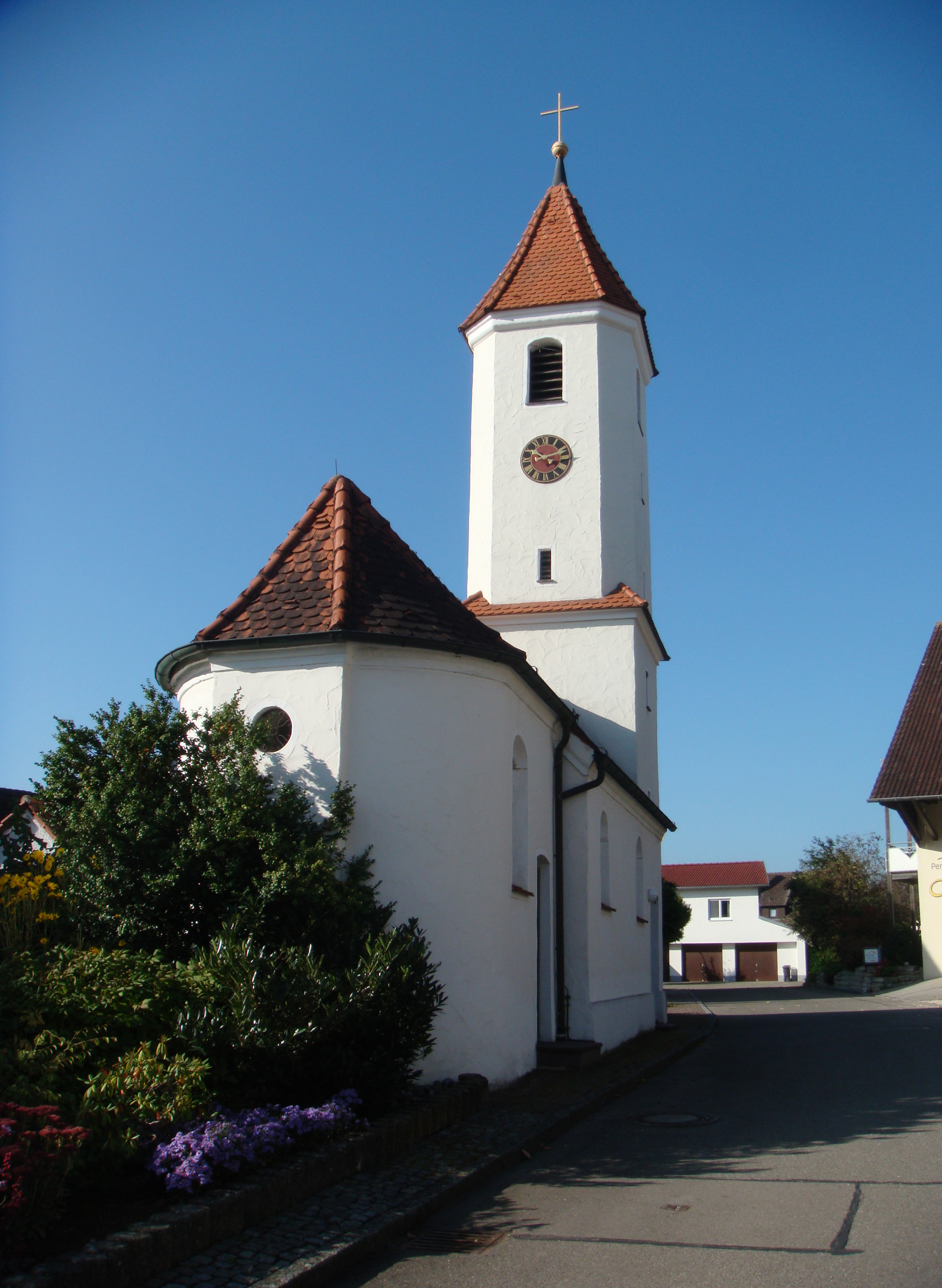
Kapelle St. Helena

- Kapelle St. Helena, Altheim ob Weihung
- Pfarrkirche St. Maria, Staig, errichtet 1869 von Georg von Morlok[5]
- Pfarrkirche St. Pankratius, Steinberg
- Wendelinuskapelle, Weinstetten
- Alter Wasserturm, Steinberg Turmstraße
- Neuer Wasserturm, Steinberg Gassenäcker

## Trivia
- Staig wird im Text des Schwobarock Songs Ratzariader Schenkelbatscher von Grachmusikoff als Stoig erwähnt.[6]